# 奧克蘭島

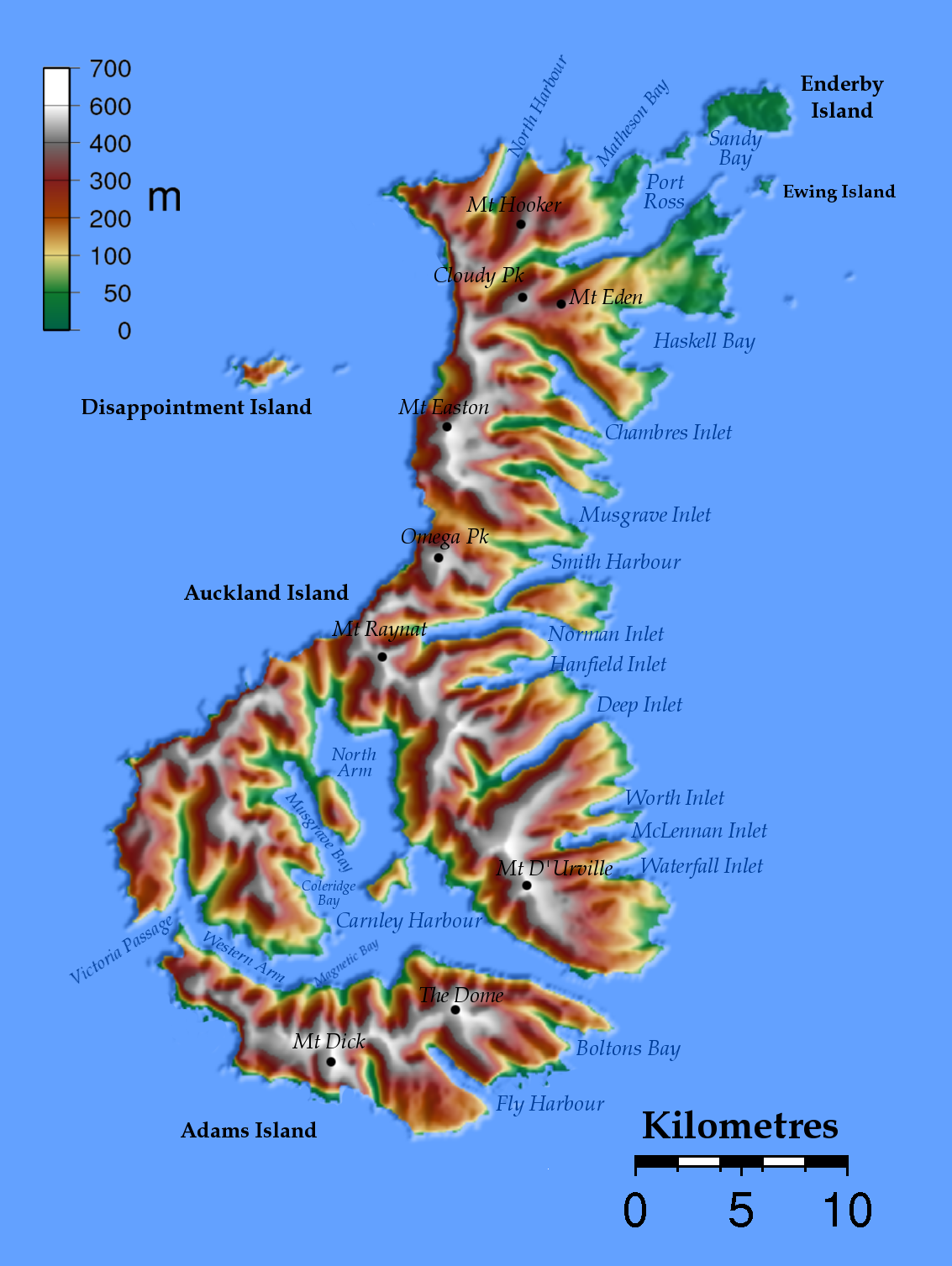
奧克蘭島地形

奧克蘭島（英語：Auckland Island）是新西蘭的島嶼，位於南太平洋海域，屬於奧克蘭群島的一部分，長42公里、寬20公里，面積442.5平方公里，最高點海拔高度650米，島上無人居住。

## 地理

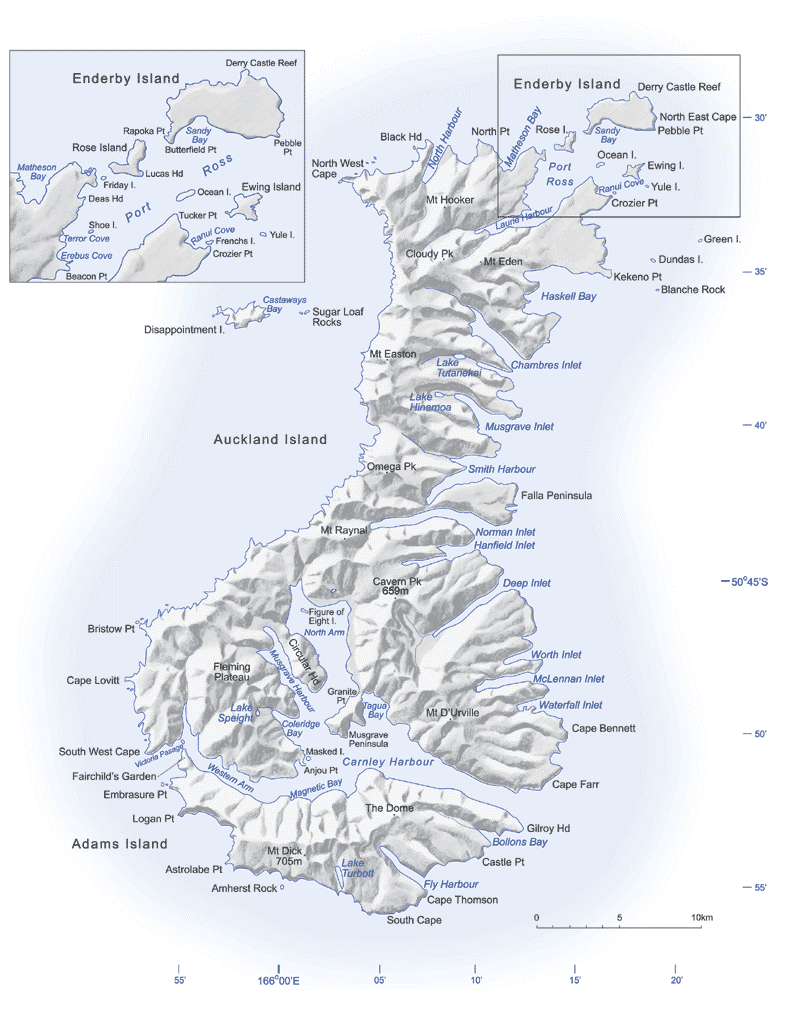
奧克蘭島地圖

島嶼長42公里，面積約為442.5平方（170.9平方英里）。  奧克蘭島在2500萬－1000萬年前由火山堆積物形成，在當時形成的兩個火山穹丘中，一個位於南邊的康利港附近，另一個則位於西邊的失望島附近。 這座島嶼覆蓋於兩米厚的泥炭之下。奧克蘭島地貌崎嶇，最高點的海拔超過600米（2,000英尺）。 除全島最高點卡邦山(659（2,162英尺）)外， 島上還有很多較高的地方，例如: 雷納爾山(635（2,083英尺）)、杜比爾山(630（2,070英尺）)、伊斯頓山 (610（2,000英尺）)和巴別塔山 (550（1,800英尺）)
奧克蘭島南部位於康利港周圍，寬度達到26（16英里）。島嶼的西南部與亞當斯島隔維多利亞海峽相望。羅韋特角位於維多利亞海峽以北3（1.9英里）。

## 鳥類
由於奧克蘭島是一些海鳥主要的繁衍地，國際鳥盟已認定這裡為奧肯蘭群島重點鳥區的一部份。.
吉氏信天翁、奧克蘭鸕鶿 、奧克蘭鴨、奧克蘭秧雞和奧克蘭鷸為奧克蘭群島特有。目前只有鸕鶿在奧克蘭島上繁衍。
奧克蘭秋沙鴨已於1902年滅絕。目前認為在外來物種到達前奧克蘭群島約有20-30對奧克蘭秋沙鴨。 

## 外來物種
目前，奧克蘭島上有引入的豬、貓和老鼠。奧克蘭島也是紐西蘭亞南極群島中唯一一個生態環境被外來哺乳類動物破壞的島嶼。